# Gymnopleurus bombayensis
Gymnopleurus bombayensis är en skalbaggsart som beskrevs av Gilbert John Arrow 1931. Gymnopleurus bombayensis ingår i släktet Gymnopleurus och familjen bladhorningar. Inga underarter finns listade i Catalogue of Life.